# Marta Madrenas
Marta Madrenas Mir (Gerona, España, 1 de noviembre de 1967) es una política y abogada española. Alcaldesa de Gerona de 2016 a 2023 y desde el 17 de enero de 2018 diputada en el Parlamento de Cataluña en la XII legislatura por la coalición electoral Junts per Catalunya.

## Biografía
Licenciada en Derecho por la Universidad Autónoma de Barcelona (UAB). Al cabo de los años tras finalizar sus estudios superiores, entre 2003 y 2010, fue presidenta del Colegio y Asociación de Agentes de la Propiedad de Gerona y vicepresidenta del Consejo Catalán del COAPI.
Es miembro del partido Convergencia Democrática de Cataluña (CDC). En 2011 Carles Puigdemont, de quien se convirtió en persona de confianza, la fichó para ir de número tres en la lista de las elecciones municipales para el Ayuntamiento de Gerona. Tras obtener la victoria en los comicios, se convirtió en segunda teniente de alcalde de Promoción Económica y Empleo
Posteriormente en enero de 2016, tras la repentina investidura de Carles Puigdemont como nuevo presidente de la Generalidad de Cataluña, Albert Ballesta pasó a ser el nuevo alcalde de la ciudad y Madrenas siguió al frente de sus cargos en el ayuntamiento pero sumándole la competencia de urbanismo. Luego cuando no habían pasado ni tres meses, Albert Ballesta dimitió por los problemas que tuvo para llegar a pactos con el resto de partidos para aprobarlo en la alcaldía y finalmente Madrenas desde el día 18 de marzo pasó a ser la nueva alcaldesa de Gerona y actualmente pensando la posibilidad de presentarse a las siguientes elecciones municipales, para su reelección.